# Дели Фуад-паша
Дели Фуад-Паша (1835, Каир — 17 апреля 1931, Стамбул) — турецкий мушир (фельдмаршал), александровский кавалер (1892).

## Биография
Родился в 1835 году в Каире в знатной семье, по происхождению черкес. Получил военное образование в Каире (по другим данным, в Стамбуле) и поступил на службу в турецкую армию. Отличился в Русско-турецкой войне 1877—78 годов в войсках под командованием Сулейман-паши. В 1878 года получил чин мушира и командование над корпусом; в 1879 году был снят с должности вследствие конфликта с Османом Нури-пашой. Позднее был генерал-адъютантом султана. 
В 1883 году Фуад-паша был официальным представителем Османской империи на коронации русского императора Александра III. Спустя почти десять лет, в 1892 году, был награждён русским орденом Святого Александра Невского. В 1893 году был дополнительно пожалован алмазами для украшения ранее полученных знаков ордена. 
В разное время Дели Фуад-паша побывал с различными поручениями в Лондоне, Париже и Берлине, изучил английский и французский языки. Знакомство с Европой сделало Фуад-пашу сторонником конституционного образа правления и, в особенности, свободы печати. Он пытался влиять в соответствующем духе на султана Абдул-Гамида, но не достиг цели. Фуад-пашу заподозрили в сношениях с младотурецким комитетом и окружили шпионами; однажды Фуад-паша застрелил двух из них в саду собственного дома. Его арестовали; военный суд, под председательством Реуфа-паши, признал Фуад-пашу виновным в государственной измене и приговорил к пожизненной ссылке. Султан утвердил приговор и назначил местом заключения город Дамаск, куда Фуад-паша и был отправлен (1902).
Однако, шесть лет спустя, после установления конституционной монархии, он был помилован и вернулся в Стамбул, причём ему были возвращены все награды и звания. Пользовался среди турок большой популярностью; в 1913—15 годах был послом в Берлине и способствовал союзным отношениям между двумя странами на начальном этапе Первой мировой войны. 
Скончался Фуад-паша в 1931 году в Стамбуле в возрасте 95 или 96 лет.